# Tipula amblyostyla
Tipula amblyostyla är en tvåvingeart som beskrevs av Evgenyi Nikolayevich Savchenko 1968. Tipula amblyostyla ingår i släktet Tipula och familjen storharkrankar. Inga underarter finns listade i Catalogue of Life.